# Ceràmica letona
La ceràmica letona (en letó: Latvijas keramika o Latvijas podniecība), és una de les formes d'art més antigues del país, es remunta al Neolític. La «ceràmica de Latgàlia» (Latgales keramika) és el subconjunt més conegut de la ceràmica de Letònia. La regió oriental de Latgàlia és també el productor més prolífic d'aquesta mercaderia.
Com a regla general, la ceràmica de Letònia es caracteritza per una absència de patrons o dissenys, s'utilitzen colors sòlids i degradats. Tradicionalment s'utilitzen tons de terra (ocres, verds, marrons, etc.); tanmateix, es troben artesans que utilitzen colors brillants a les seves peces úniques. L'esmalt clapat i d'altres -que recorden a la ceràmica japonesa i els seus esmalts- són característiques de la ceràmica de Letònia.

## Prehistòria

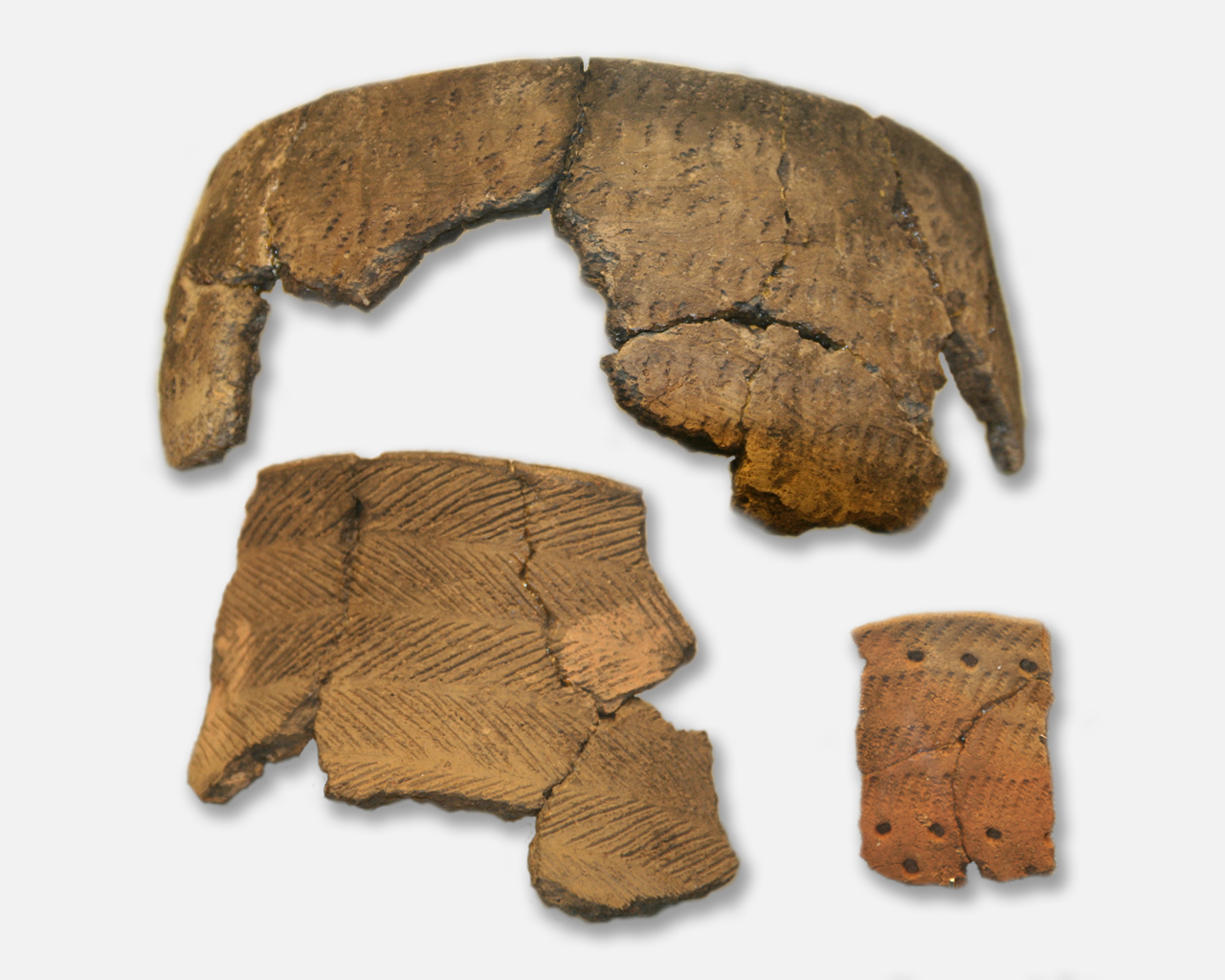
Ceràmica de la pinta

Al Neolític la coneguda Cultura de la ceràmica de la pinta (4200 aC- 2000 aC) que es va estendre per tot el territori de l'actual Letònia, deriva el seu nom de la característica de la ceràmica de l'època, atuells decorats amb impressions d'un objecte similar a una pinta. La cultura de Narva va abastar tot el territori de l'actual Estònia i Letònia, així com parts de Lituània i Rússia occidental.
Aquesta ceràmica es divideix en els següents períodes: 
- primerenc (Ka I, c. 4200 aC - 3300 aC aproximadament)
- típic (Ka II, c. 3300 aC. - 2700 aC. aproximadament)
- tardà (Ka III, c. 2800 aC. - 2000 aC. aproximadament).

Tanmateix, les dates de radiocarboni calibrat per a alguns fragments de ceràmica trobats a l'Istme de Carèlia donen dates per entre el 5600 aC. i el 2300 aC.

## Ceràmica de Latgàlia
Alguns dels tipus d'atuells característics de la ceràmica de Latgàlia són: 
- vāraunieks: olla per cuinar,
- medaunieks: pot per a mel,
- sloinīks: olla per a conserves de fruites,
- kerne: pot per a la crema agra,
- laks: recipient per a l'emmagatzematge d'oli,
- vainas piena: pot per a llet de vaca,
- kazelnieks: olla de llet de cabra,
- pārosis: recipient per portar menjar al camp,
- bļoda: bol,
- kruze: gerra per a la cervesa o la llet.[2]

Algunes peces de terrisseria de Latgàlia no estan relacionades amb els aliments, per exemple els svilpaunieks (xiulet amb forma d'au), svečturis (palmatories), plats decoratius i possiblement d'altres articles per satisfer les demandes més contemporanis.

## Galeria

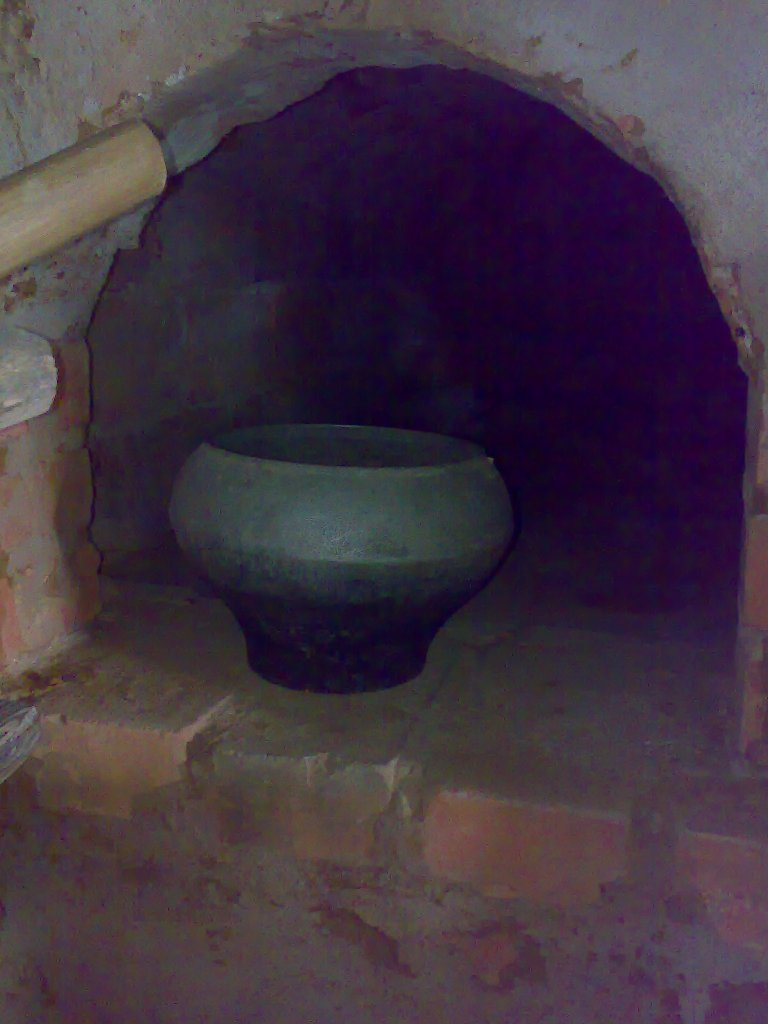
Vāraunieks
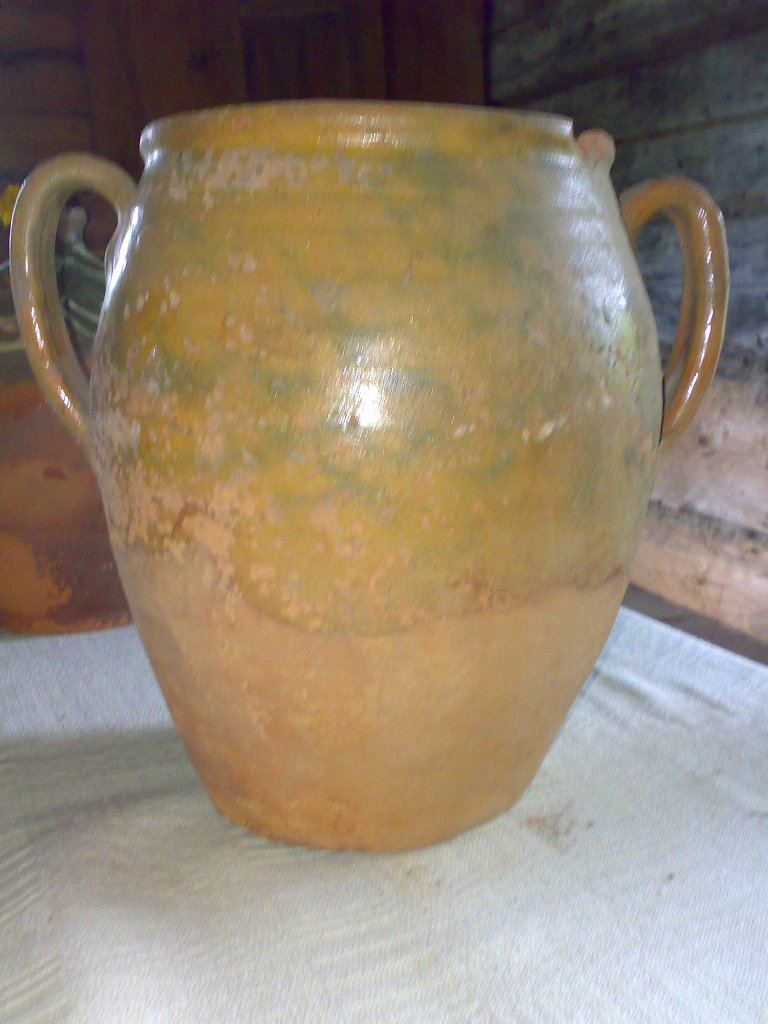
Medaunieks
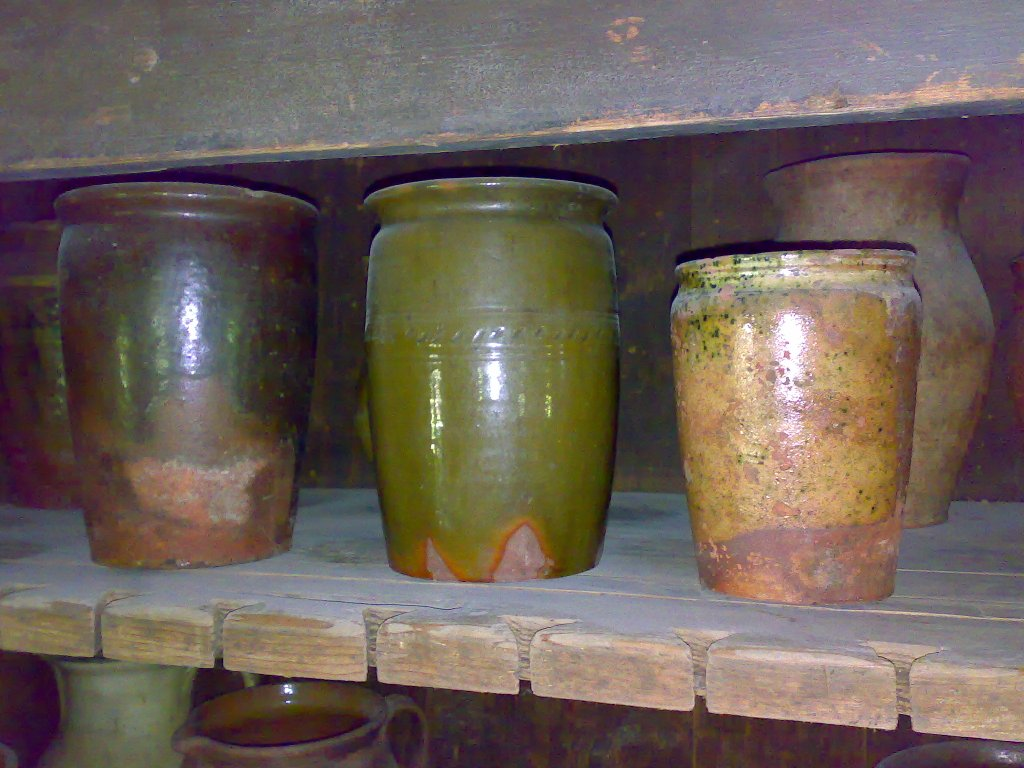
Sloinīki
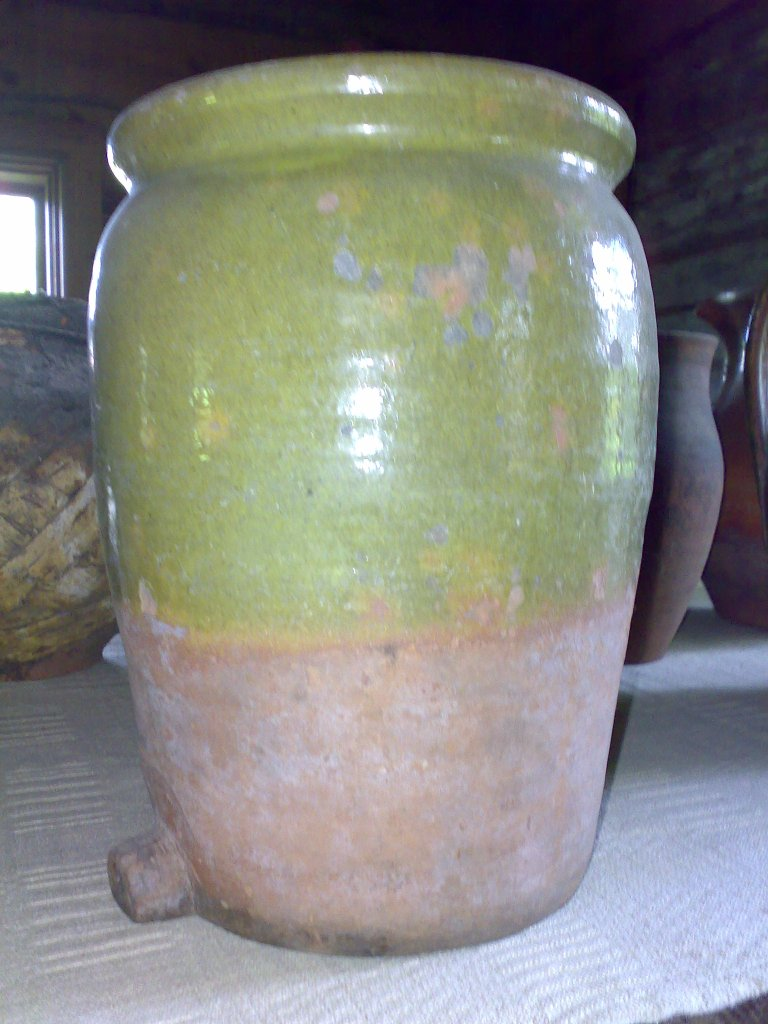
Ķērne
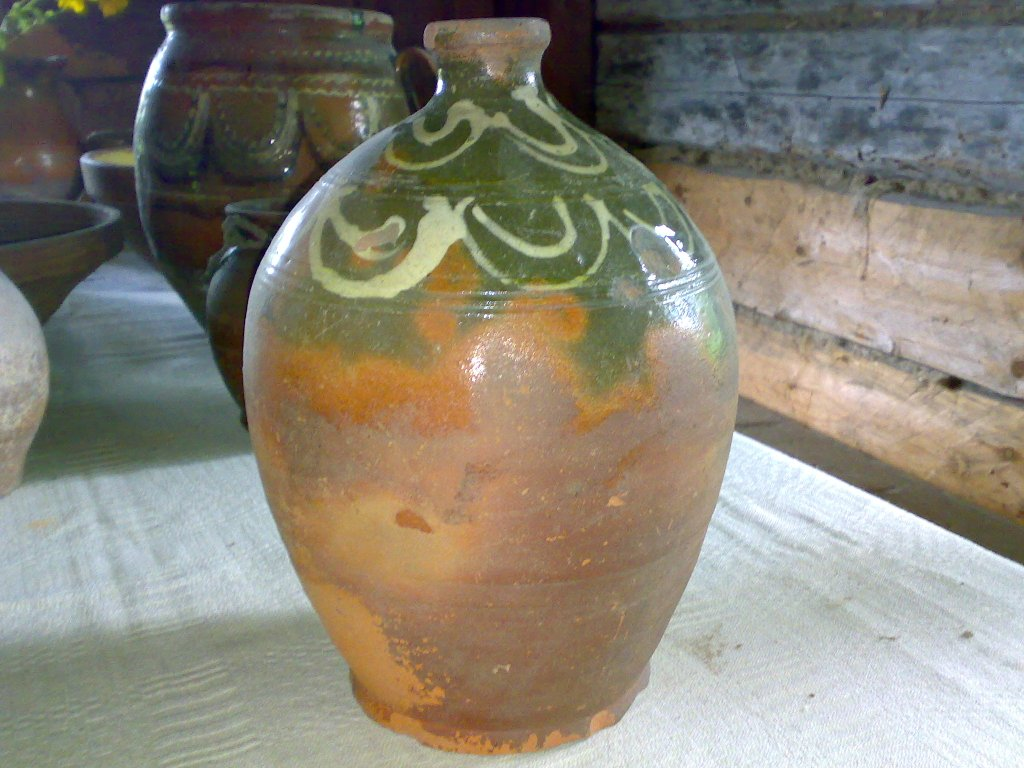
Ļaks
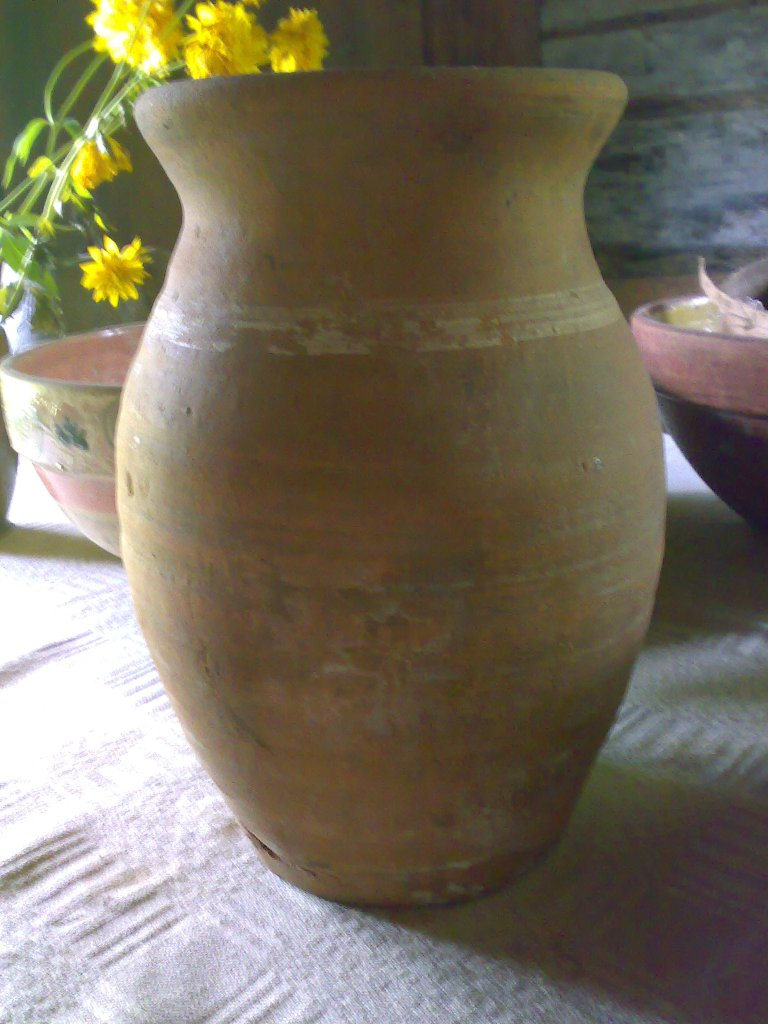
Piena pods
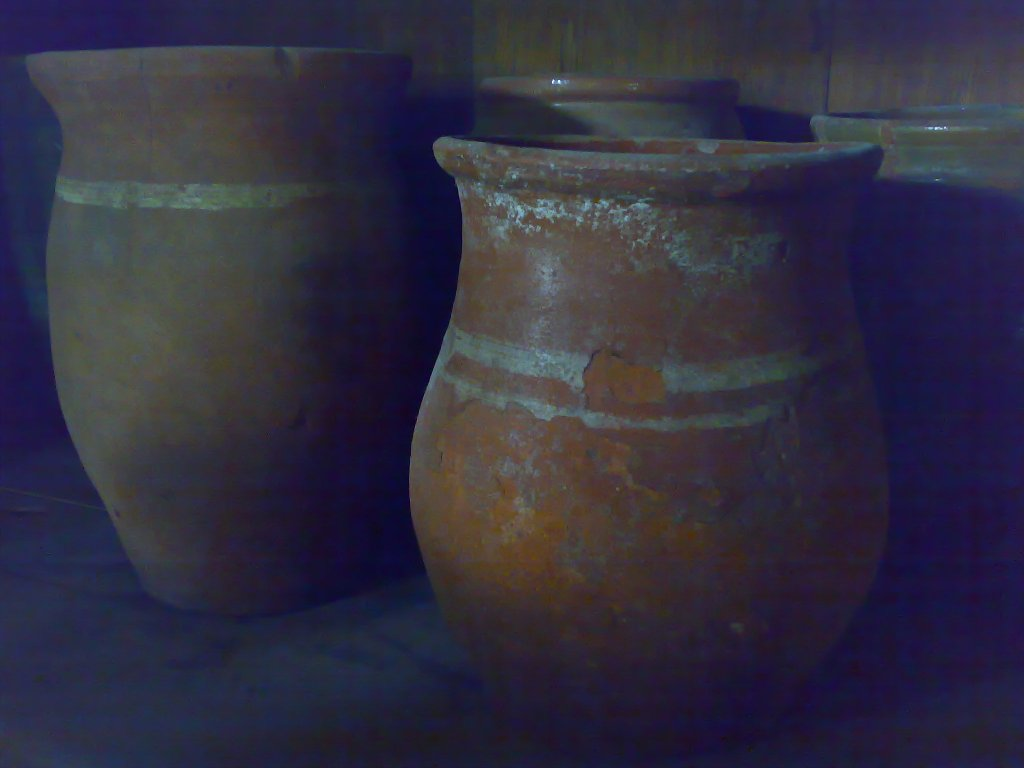
kazelnieks
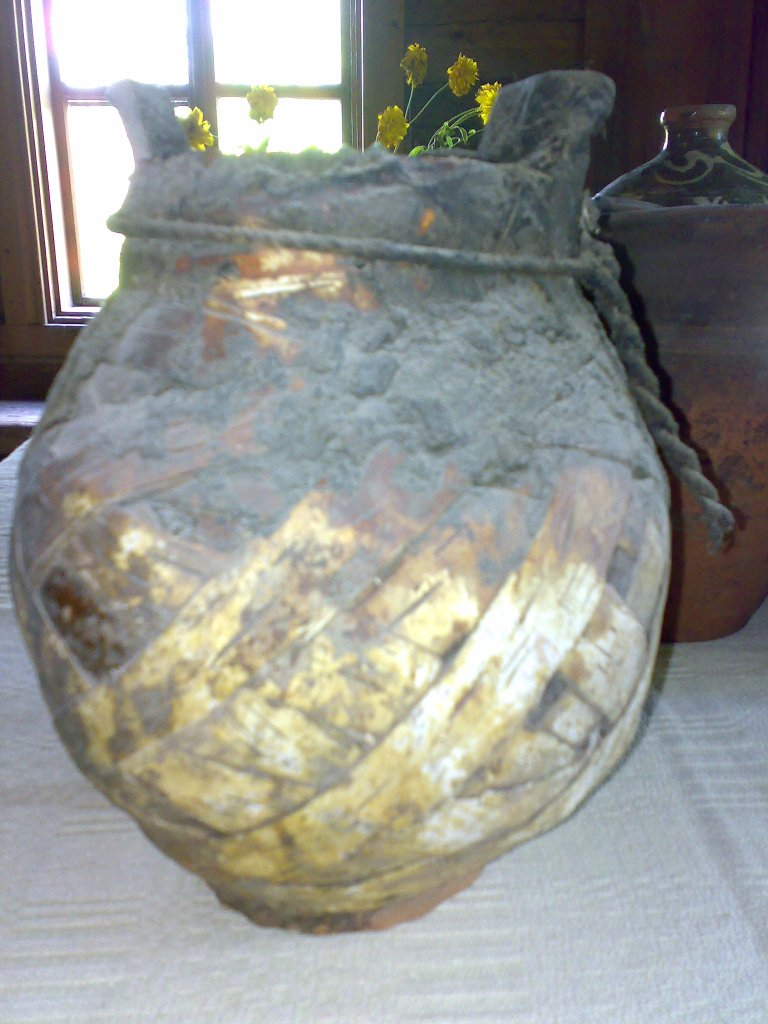
Pārosis
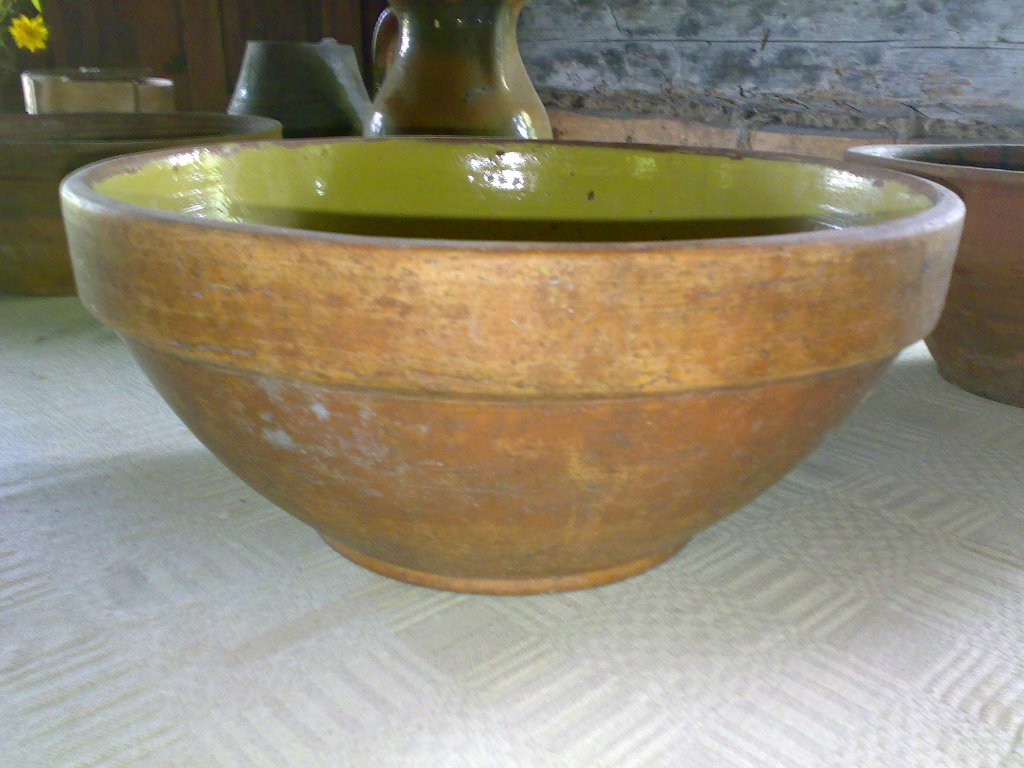
Bļoda
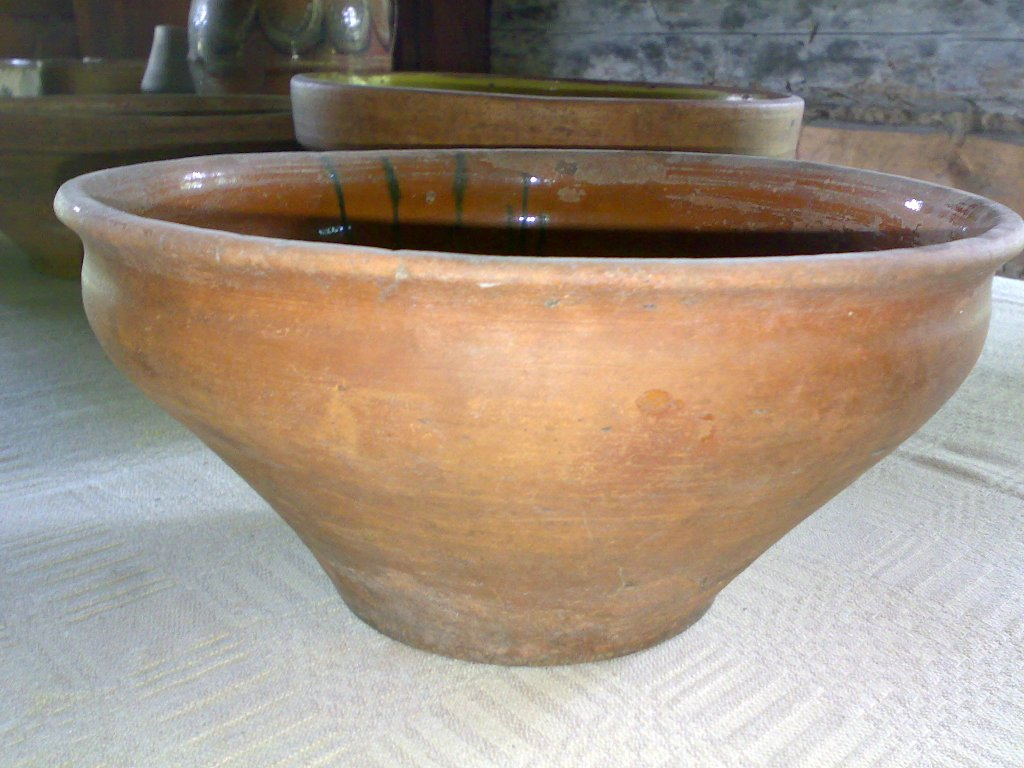
Bļoda
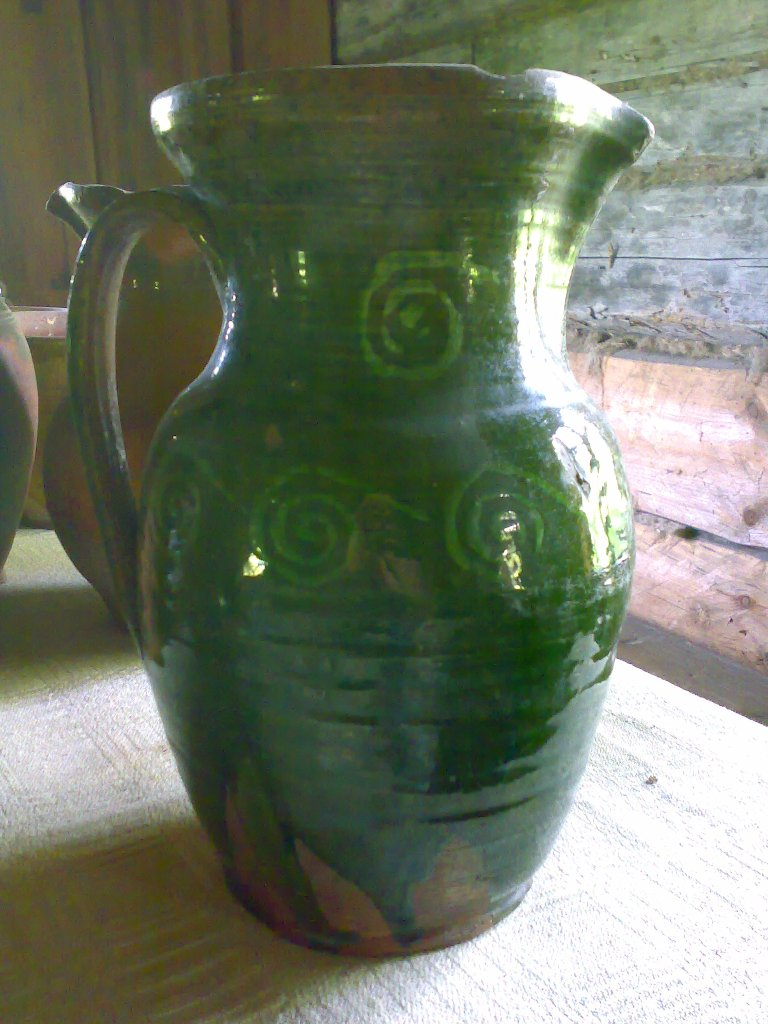
Krūze
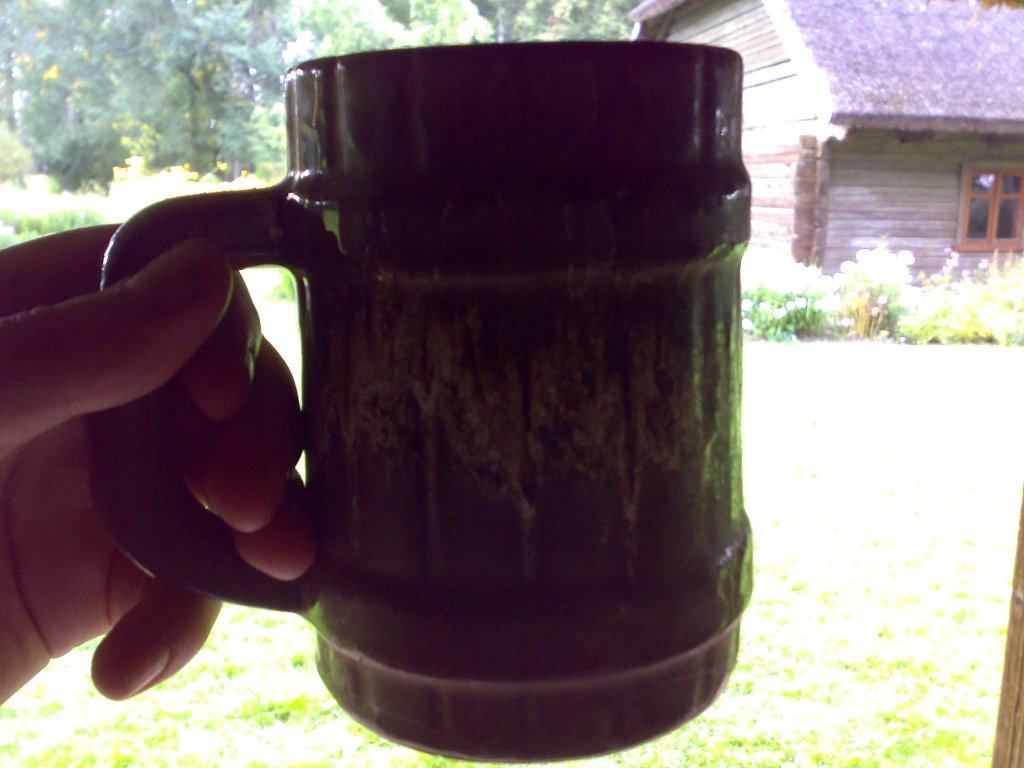
Krūze